# 加子母のスギ

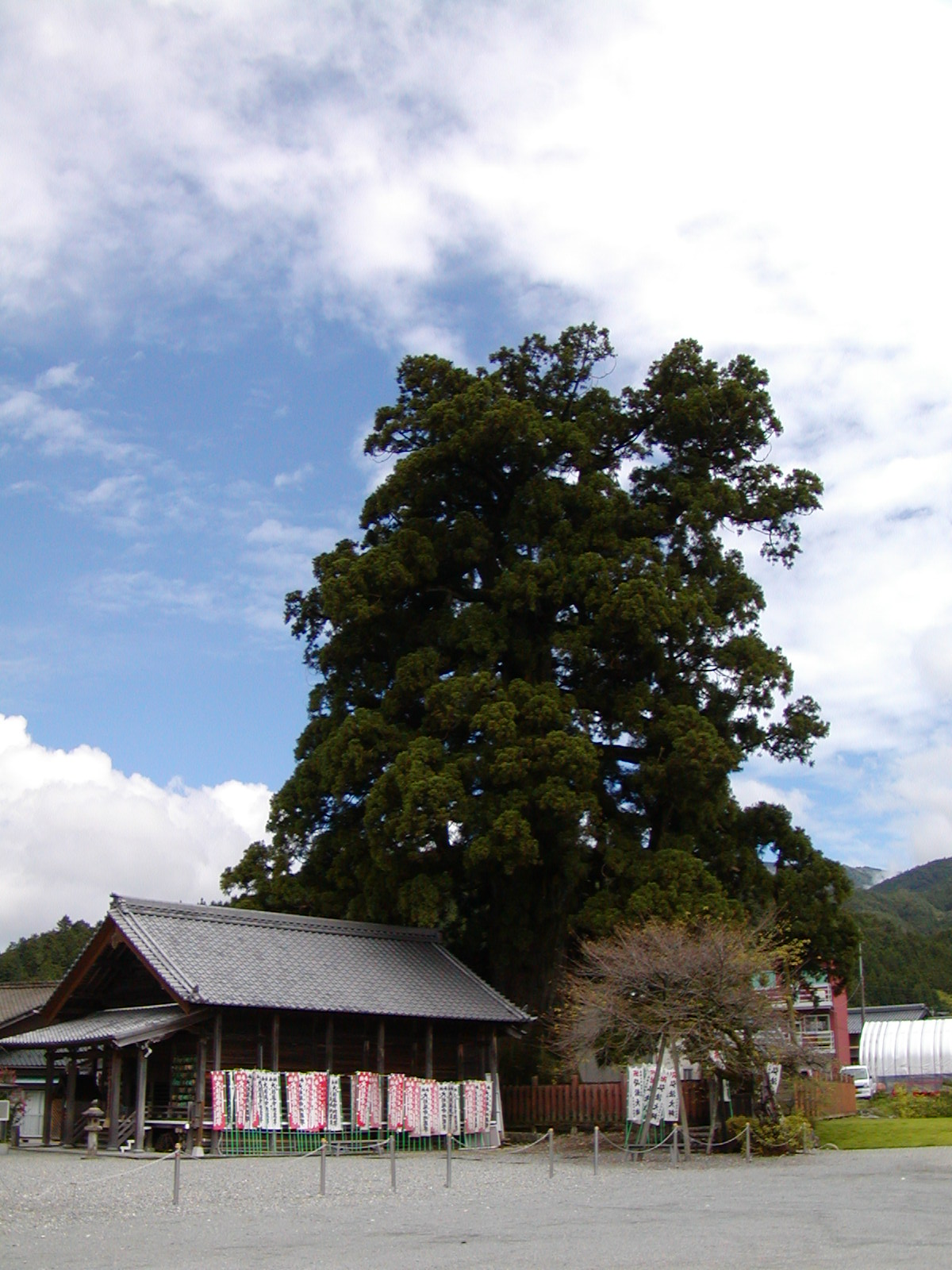
2010年8月

加子母のスギ（かしものスギ）は岐阜県中津川市加子母（旧恵那郡加子母村）にある杉の名称。
大正13年（1924年）12月9日に国の天然記念物に指定された。「加子母の大杉」とも呼ばれる。
完全に独立して生えている為、良く目立つ。国道257号からもその姿を見ることが可能。

## 概要
- 高さ：約31m
- 幹周り：約12.4m
- 樹齢：1000年（推定）
- 所在地：岐阜県中津川市加子母小郷 大杉権現